# Gustav Pistor
Gustav Adolf Pistor (Elberfeld, atualmente distrito de Wuppertal, 13 de julho de 1872 – Tegernsee, 29 de março de 1960) foi um químico alemão.

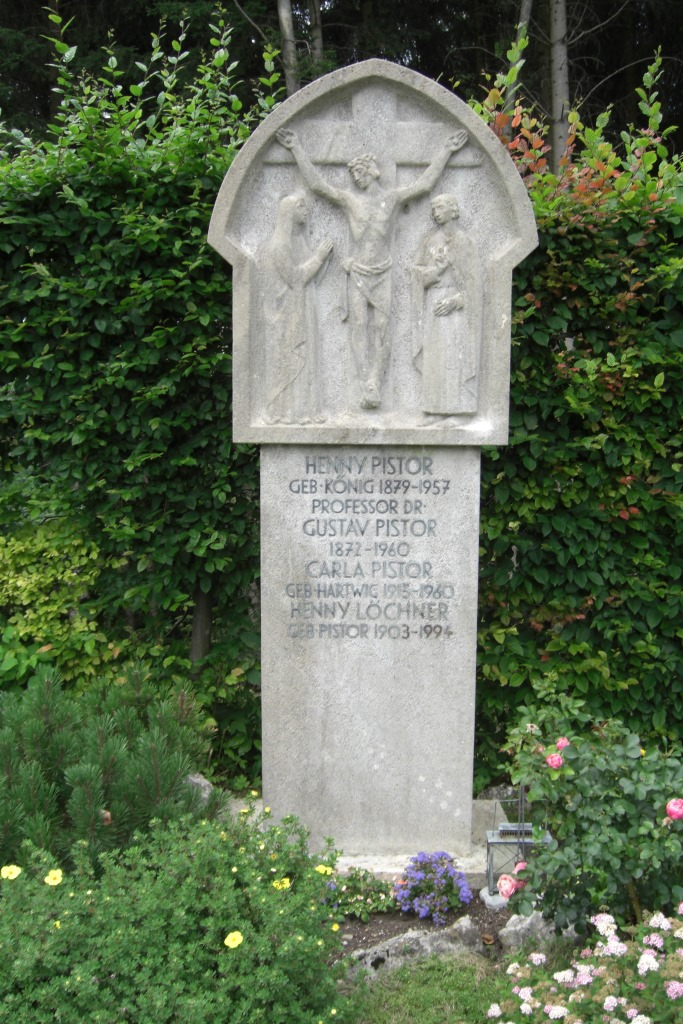
Sepultura de Gustav Pistor no Bergfriedhof Bad Wiessee

## Formação e carreira
Gustav Pistor estudou química na Universidade de Freiburg, Universidade de Estrasburgo e Universidade de Berlim com um doutorado em 1894, orientado por Hans Heinrich Landolt.
Em 1895 ingressou na Chemische Fabrik Griesheim-Elektron e tornou-se membro do conselho em 1910. Após ser incorporada na IG Farben foi membro do conselho até se aposentar em 1937 e, depois, membro do conselho de supervisão de 1938 a 1945.
Depois da Segunda Guerra Mundial foi testemunha de defesa de Ernst Bürgin em 20 de abril de 1948 no Processo IG Farben. Como parte do interrogatório da acusação, Pistor testemunhou que em 1934 havia supervisionado a construção secreta de fábricas de magnésio para a indústria automobilística. Além disso, testemunhou que existiam negociações com o Oberkommando der Wehrmacht para a produção de metal para aviões e equipamentos de guerra e que a IG Farben tinha armazenadas bombas incendiárias para a Luftwaffe desde 1935.
A partir de 1952 foi membro do conselho de supervisão da Farbwerke Hoechst AG.
Em 1952 foi nomeado professor honorário da Universidade de Frankfurt.

## Prêmios e reconhecimentos
- 1918: doutor honoris causa da Universidade Técnica de Dresden
- 1936: Medalha Bunsen
- 1936: membro da Academia Leopoldina
- 1942: Medalha Goethe
- membro honorário da Sociedade Bunsen Alemã de Físico-Química
- 1952: Großes Verdienstkreuz da Bundesrepublik Deutschland